# Harold Blokland
Harold Blokland (ur. 28 października 1974 w Parmibirze) - surinamski piłkarz, bramkarz reprezentacji Surinamu i SV Leo Victor Parmaribo.